# Psychotria connata
Psychotria connata là một loài thực vật có hoa trong họ Thiến thảo. Loài này được Wall. miêu tả khoa học đầu tiên năm 1824.